# VFW VAK 191B

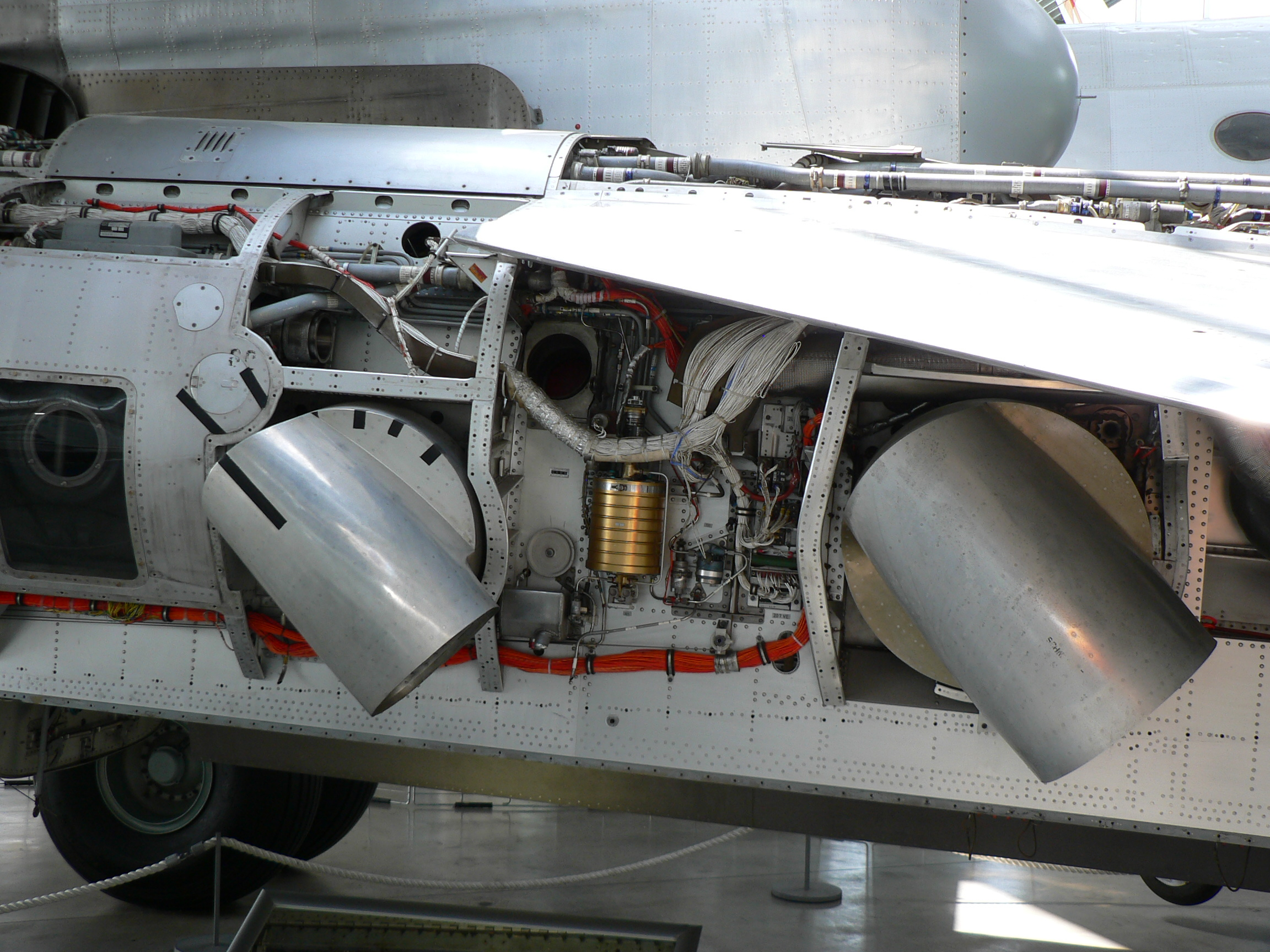
Dettagli degli ugelli rotanti.

Il VFW VAK 191B fu un cacciabombardiere a getto sperimentale con caratteristiche VTOL realizzato, in collaborazione con la Fiat Aviazione, dall'azienda aeronautica tedesca Vereinigte Flugtechnische Werke (VFW) destinato alle missioni di bombardamento nucleare tattico.
Il progetto fu inteso come possibile sostituto sia del Lockheed F-104 Starfighter che del Fiat G.91, entrambi in dotazione alla Luftwaffe.
Il VAK è l'abbreviazione di Vertikalstartendes Aufklärungs und Kampfflugzeug (Aereo da Ricognizione e Attacco V/STOL).

## Storia del progetto

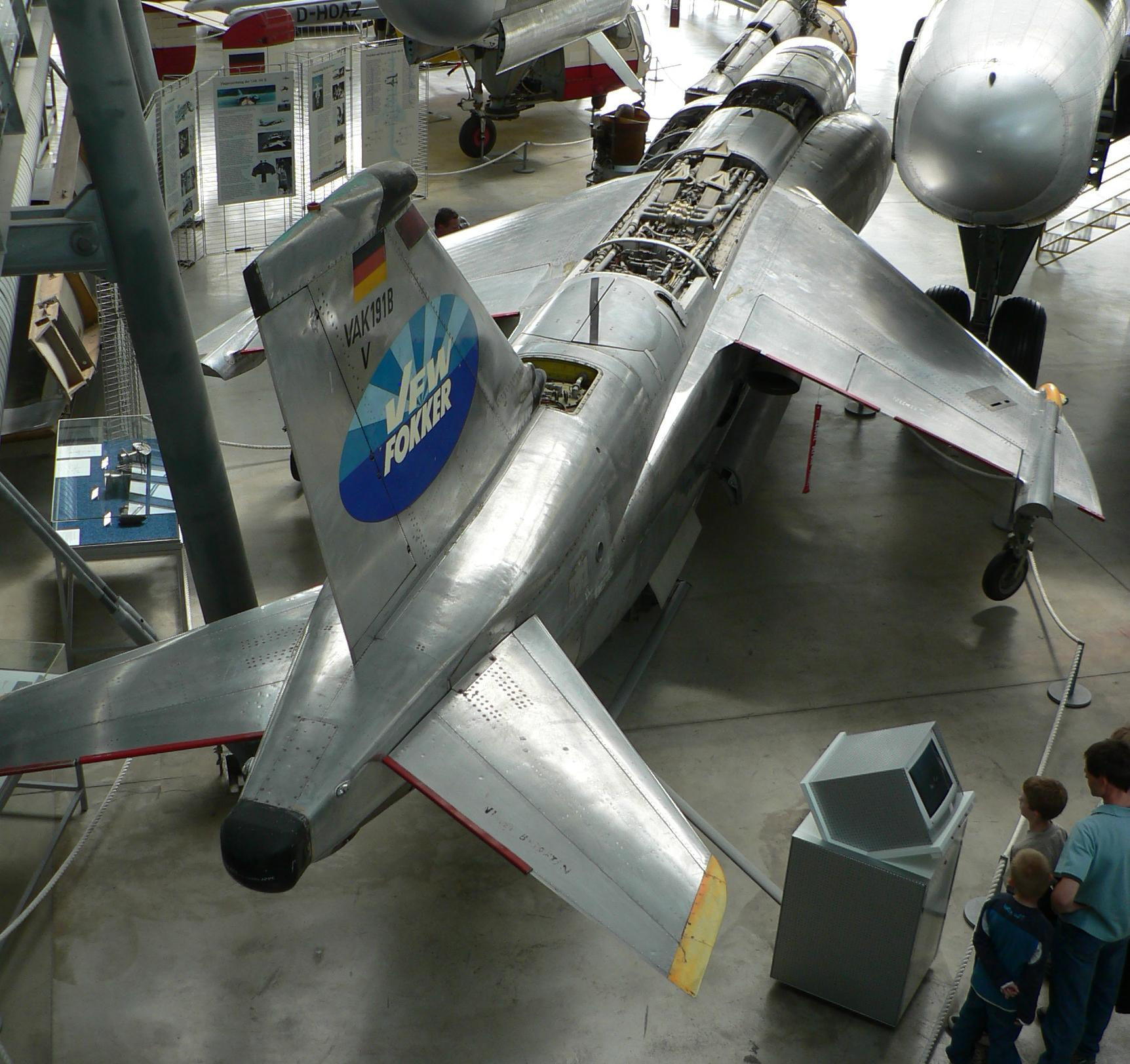
Il VAK191B visto posteriormente dall'alto.

Il programma ebbe inizio nel 1962 quando la NATO bandì un concorso per rimpiazzare gli aerei da attacco al suolo G.91 con un aereo VTOL.
Vennero presi in considerazione quattro progetti di cui uno britannico, l'Hawker P.1127 Kestrel, due tedeschi, l'EWR VJ 101 ed il Focke-Wulf Fw 1262, e uno italiano, il Fiat G.95 progettato da Giuseppe Gabrielli.
La NATO scartò l'EWR VJ 101 perché non convinta della soluzione tecnica che prevedeva motori in gondole girevoli alle estremità alari, soluzione attualmente adottata per i convertiplani Bell V-22 e Bell-Agusta BA609, nel frattempo gli inglesi decisero di continuare in proprio il progetto Kestrel, che poi divenne l'Harrier.
Rimanevano il Focke-Wulf Fw 1262 ed il FIAT G.95 che avevano in comune la soluzione che prevedeva un motore principale ad ugelli orientabili e motori di gettosostentazione, la NATO suggerì di fondere i due progetti.
Le aziende coinvolte ed i rispettivi governi accettarono e nel 1964 costituirono la nuova società Vereinigte Flugtechnische Werke (VFW) per il nuovo programma che era ripartito al 60% per la Focke-Wulf ed al 40% per la Fiat Aviazione, che era responsabile della progettazione delle ali, della cabina di pilotaggio e del sistema di eiezione.
Tre aerei VAK 191B volarono tra il 1970 e il 1975 compiendo un totale di 91 voli. Il primo volo si compì a Brema il 20 settembre 1971. La prima transizione da volo verticale a volo orizzontale e viceversa avvenne il 26 ottobre 1972 a Monaco di Baviera. Il prototipo venne usato per testare alcuni aspetti di quello che sarebbe divenuto più avanti il programma per il Panavia Tornado, tra cui la tecnologia 'fly-by-wire'.

## Tecnica

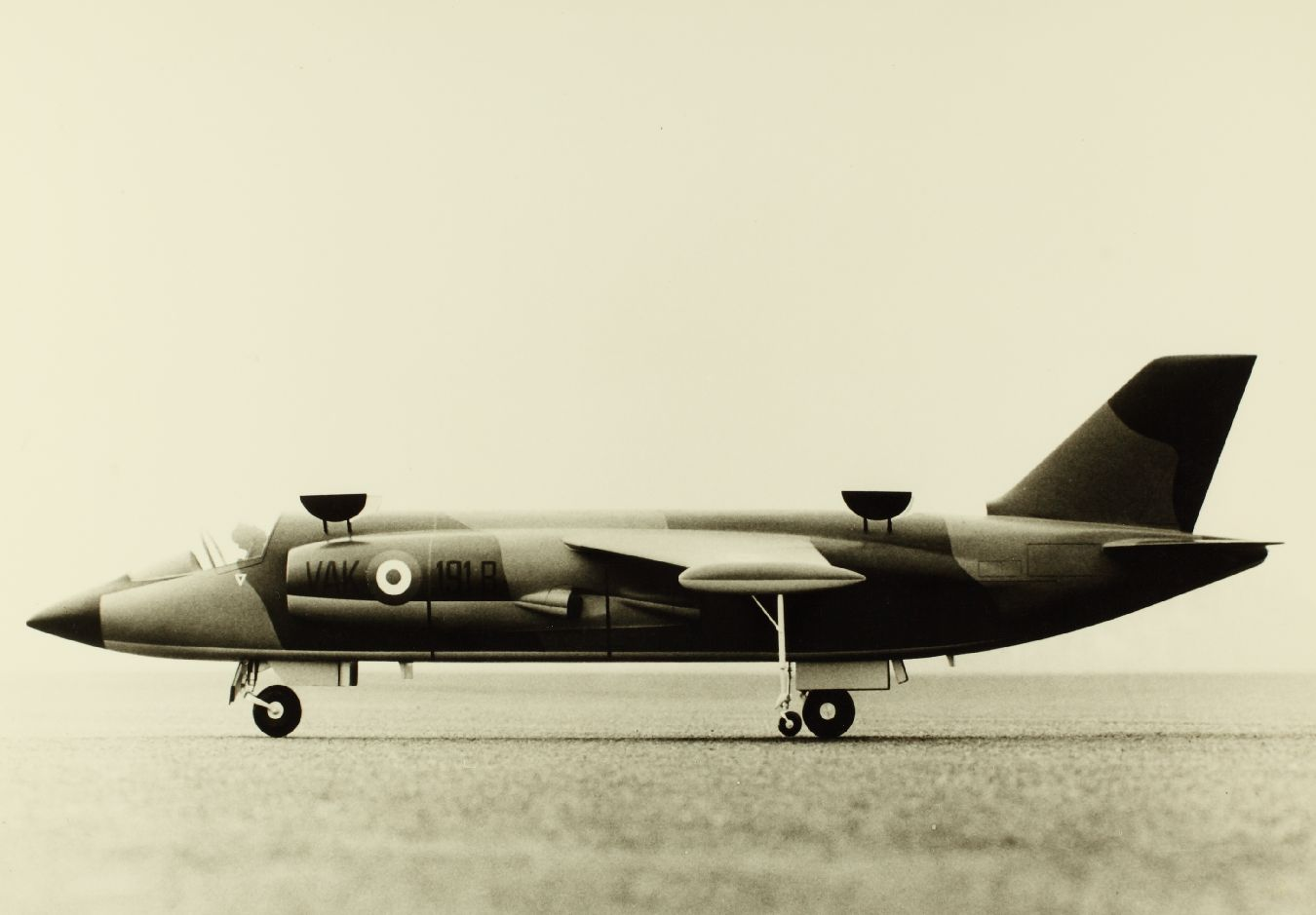
Vista laterale del VAK 191B.

Il VAK 191B era simile in concetto all'Harrier britannico, ma venne progettato per capacità di volo supersonico (Mach 1.2-1.4) a medie ed elevate altitudini.
La propulsione era affidata ad un Rolls-Royce/MTU con prese d'aria ai lati della fusoliera con due ugelli orientabili su ogni lato della fusoliera più due motori per il sollevamento verticale, (gettosostentazione), uno dietro alla cabina e l'altro nella fusoliera posteriore dietro al carrello principale, entrambi con prese d'aria dorsali ed ugelli ventrali coperti durante il volo da appositi portelli.
È stato giudicato che il fatto di avere un unico motore avrebbe creato troppa resistenza aerodinamica, ma i due motori di sollevamento sarebbero stati un peso inutile durante il volo orizzontale, ed il piccolo motore da crociera avrebbe avuto uno scarso rapporto spinta/peso. L'aereo aveva anche delle piccole ali con elevato carico alare. Per contro, l'Harrier aveva un buon rapporto spinta/peso, ed era efficace nei combattimenti ravvicinati, e le grandi ali erano molto adatte per i decolli da piste corte.
Il carrello d'atterraggio era simile a quello dell'Harrier con carrello principale singolo a ruota doppia sotto alla fusoliera, carrello anteriore a ruota singola ed un carrello a ruota singola all'estremità di ogni semiala.

## Esemplari attualmente esistenti
- Un esemplare del VAK 191B è in esposizione presso le strutture museali del Deutsches Museum a Schleißheim vicino a Monaco.[4]
- Il secondo VAK 191B rimasto fa parte del Wehrtechnische Studiensammlung (Collezione militare tecnica) a Coblenza, Germania.[5]
- Il terzo VAK 191B venne riportato come stoccato in un magazzino nel 1976. Attualmente il prototipo V3 si trova nel sito dell'ex VFW-Fokker (ora Airbus) a Brema.[6]

### Pubblicazioni
- Rivista Aeronautica, n. 06/2001, 2001.